# John Hepburn
Sir John Hepburn (* um 1598 in Athelstaneford, Schottland; † 8. Juli 1636 bei Zabern) war ein schottischer Heerführer im Dreißigjährigen Krieg und Marschall von Frankreich.

## Leben
John Hepburn war der dritte Sohn von George Hepburn of Athelstaneford († 1601) und seiner Frau Helen Hepburn, Tochter von Adam Hepburn of Smeaton.
Er kämpfte seit 1620 in Böhmen für den Winterkönig, am Niederrhein und in den Niederlanden und trat 1623 in die Dienste Gustav Adolfs von Schweden, der ihn zwei Jahre später zum Oberst eines schottischen Regiments seiner Armee ernannte. Mit seinem Regiment nahm Hepburn an Gustav Adolfs Krieg gegen Polen teil und übernahm 1631, ein paar Monate vor der Schlacht bei Breitenfeld, das Kommando der schottischen oder „grünen“ Brigade der schwedischen Armee. Bei Breitenfeld führte Hepburns Brigade den entscheidenden Schlag gegen Tillys Armeen.
Nach dem Sieg blieb Hepburn in der Umgebung des Königs, der große Stücke auf seinen Mut und seine Fähigkeiten hielt. Er folgte Gustav Adolf durch ganz Deutschland, über Leipzig, das er am 11. September 1631 einnahm, Halle, Thüringen und Würzburg zum Rhein nach Mainz, wo er bis zum März 1632 blieb und weiter über Donauwörth und Augsburg nach München, dessen Gouverneur er am 7. Mai 1632 wurde. Nach der Schlacht an der Alten Veste bei Nürnberg im Oktober 1632 wechselte Hepburn in französische Dienste und warb in Schottland ein Regiment von 2.000 Mann für die französische Armee, zu denen in Frankreich noch die traditionellen schottischen Bogenschützen der Gardes eccosais kamen. Sein Kommando der 1634 bei Nördlingen vollständig aufgeriebenen Brigade hatte er in Neustadt an der Aisch an den Major Monro übergeben. Nach Frankreich zurückgekehrt, wurde er von Ludwig XIII. zum Maréchal de camp befördert.
Mit diesen Männern und den Resten der Grünen Brigade gründete Hepburn das berühmte „Royal Regiment of Foot“ oder französisch „Régiment d’Hebron“ (Hebron als französische Form von Hepburn), das in ununterbrochener Tradition bis heute als „The Royal Scots (The Royal Regiment)“ besteht und wegen seiner Vermischung mit dem schottischen Kontingent aus dem Hundertjährigen Krieg (die o. g. Bogenschützen) als das älteste Linieninfanterieregiment Englands gilt. Da dieses Regiment mit der Zustimmung Karls I. von England entstanden war, galt es als britisches Regiment, das nach Frankreich entsandt war und jederzeit hätte nach England zurückbeordert werden können. 1661 wurde es vorübergehend nach England zurückbeordert, um die Lücke zwischen der Auflösung der New Model Army und der Aufstellung der neuen britischen Armee (British Army) zu füllen. Hierbei diente es als Musterbeispiel für alle anderen Regimenter.
Hepburns Anspruch auf den dem ältesten Regiment zustehenden Ehrenplatz rechts in der Linie, wurde ihm von den älteren französischen Regimentern sehr übelgenommen. Das französische Regiment de Picardie, das diesen Platz ebenfalls für sich beanspruchte, da es älter war (bereits 1479 aufgestellt), nannte die Schotten „Pontius Pilate’s Bodyguard“, was höhnisch gemeint war, aber von Hepburns Soldaten als Ehrentitel getragen wurde und bis heute wird.
Mit diesem Regiment nahm Hepburn an den Kampagnen im Elsass und in Lothringen teil (1634–36). Als Bernhard von Sachsen-Weimar 1635 ebenfalls in französische Dienste trat, brachte er Hepburns ehemaliges schwedisches Regiment mit, das mit dem französischen Regiment d’Hebron vereinigt wurde. Hepburn führte jetzt das Kommando über 8.000 Mann und wurde 1636 zum Marschall von Frankreich ernannt.
Jedoch war die Zeit seiner großen Erfolge vorbei. Unter Befehl Bernhards von Sachsen-Weimar fiel Hepburn am 8. Juli 1636 im Alter von 38 Jahren während der Belagerung von Zabern. Er wurde in der Kathedrale von Toul beigesetzt.
Neben seinem Freund Robert Monro war Hepburn im Dreißigjährigen Krieg der führende schottische Feldherr. Er war ein strenger Katholik. Es wird berichtet, dass er Gustaf Adolf wegen eines Scherzes über seine Religion verließ und dass er in französische Dienste trat, um seinen Glauben mit seinem Streben nach militärischem Ruhm zu versöhnen, das ihn in die schwedische Armee gelockt hatte, und seine Treue zum schottischen Adel, die ihn überhaupt erst in den Kriegsdienst geführt hatten, um für die Stuartprinzessin zu kämpfen: Elisabeth von Böhmen.